# Roger Linskens
Roger Linskens (Oostende, 3 mei 1922 - Ellesmere Port (Cheshire W.&Chester), Groot-Brittannië), 3 juni 1988) was een Belgische historicus. Hij behaalde aan de Universiteit Gent in 1944 het diploma van licentiaat geschiedenis met de scriptie "De processen der ambachten. Bijdrage tot de geschiedenis van het ambachtswezen" (o.l.v. prof. Hans Van Werveke) en in 1945 het diploma van geaggregeerde Hoger Secundair Onderwijs. In 1945 was hij tijdelijk leraar geschiedenis in het Koninklijk Atheneum Leuven en van 1945 tot 1948 studiemeester in het Koninklijk Atheneum Kortrijk. Van 1948 tot 1974 was hij geschiedenisleraar in het Koninklijk Atheneum Boom (en daarnaast ook in de Rijkstechnische Handelsavondschool Boom, de Rijkstechnische Normaalschool Deurne en het Joods Atheneum Tachkemoni in Antwerpen). In 1967 behaalde hij het brevet van directeur Hoger Secundair Onderwijs. In 1974 werd hij aangesteld als studieprefect aan het Koninklijk Atheneum Kapellen. Van 1975 tot aan zijn pensionering in 1983 was hij studieprefect van het Koninklijk Atheneum Sint-Niklaas (nu Forum Da Vinci) en directeur van de Avondschool aldaar.
Hij overleed tijdens een reis in Engeland.
Linskens is bekend geworden door Wat 'n leven!, een voor een breed lezerspubliek geschreven geschiedenis in 7 delen van het het alledaagse leven in de middeleeuwen.